# Jonas Gregaard
Jonas Gregaard Wilsly (* 11. ledna 1997) je dánský profesionální silniční cyklista jezdící za UCI ProTeam Lotto–Dstny.

## Hlavní výsledky
2013
Aubel–Thimister–La Gleize
2. místo celkově
 vítěz soutěže mladých jezdců
Tour du Pays de Vaud
3. místo celkově
 vítěz soutěže mladých jezdců
Sint-Martinusprijs Kontich
10. místo celkově
2014
Národní šampionát
 vítěz silničního závodu juniorů
2. místo Trofeo Emilio Paganessi
Tour du Pays de Vaud
6. místo celkově
Course de la Paix Juniors
8. místo celkově
2015
Národní šampionát
 vítěz silničního závodu do 23 let
ZLM Tour
vítěz 2. etapy (TTT)
10. místo Ringerike GP
2016
vítěz Himmerland Rundt
Tour de Normandie
 vítěz vrchařské soutěže
5. místo Coupe des Carpathes
6. místo Ringerike GP
10. místo Sundvolden GP
2017
Kreiz Breizh Elites
 celkový vítěz
 vítěz soutěže mladých jezdců
Tour of Małopolska
3. místo celkově
 vítěz soutěže mladých jezdců
6. místo GP Viborg
Danmark Rundt
10. místo celkově
10. místo Ringerike GP
2018
Tour de l'Avenir
vítěz 4. etapy (TTT)
Giro della Valle d'Aosta
3. místo celkově
Tour of Małopolska
4. místo celkově
 vítěz soutěže mladých jezdců
2021
9. místo Vuelta a Murcia
2022
Route d'Occitanie
6. místo celkově
Tour de Luxembourg
7. místo celkově
2023
Paříž–Nice
 vítěz vrchařské soutěže

### Výsledky na Grand Tours
| Grand Tour      | 2020 | 2021 | 2022 | 2023 | 2024 |
| --------------- | ---- | ---- | ---- | ---- | ---- |
| Giro d'Italia   | 53   | —    | —    | —    | —    |
| Tour de France  | —    | —    | —    | 43   | —    |
| Vuelta a España | —    | —    | —    | —    | JS   |

| —   | Nezúčastnil se |
| DNF | Nedokončil     |
| JS  | Jede se        |